# No Promises
No Promises é o segundo álbum da cantora ítalo-francesa Carla Bruni, lançado em janeiro de 2007. Enquanto o álbum de estréia de Bruni, Quelqu'un m'a dit, foi cantado em francês, este álbum foi cantado em inglês.
Todas as faixas do álbum são adaptadas por Bruni a partir de poemas de autores falecidos.

## Faixas
| #   | Título                                             | Letra              | Música |
| --- | -------------------------------------------------- | ------------------ | ------ |
| 1.  | "Those Dancing Days Are Gone"                      | W. B. Yeats        | Bruni  |
| 2.  | "Before the World Was Made"                        | W. B. Yeats        | Bruni  |
| 3.  | "Lady Weeping at the Crossroads"                   | W. H. Auden        | Bruni  |
| 4.  | "I Felt My Life With Both My Hands"                | Emily Dickinson    | Bruni  |
| 5.  | "Promises Like Pie-Crust"                          | Christina Rossetti | Bruni  |
| 6.  | "Autumn"                                           | Walter de la Mare  | Bruni  |
| 7.  | "If You Were Coming in the Fall"                   | Emily Dickinson    | Bruni  |
| 8.  | "I Went to Heaven"                                 | Emily Dickinson    | Bruni  |
| 9.  | "Afternoon"                                        | Dorothy Parker     | Bruni  |
| 10. | "Ballade at Thirty-Five"                           | Dorothy Parker     | Bruni  |
| 11. | "At Last the Secret Is Out"                        | W. H. Auden        | Bruni  |
| 12. | "Those Dancing Days Are Gone (alternate version)"* | W. B. Yeats        | Bruni  |

* Participação especial de Lou Reed. Só disponível no iTunes e Opendisc.